# مجموعه شطرنج استانتون

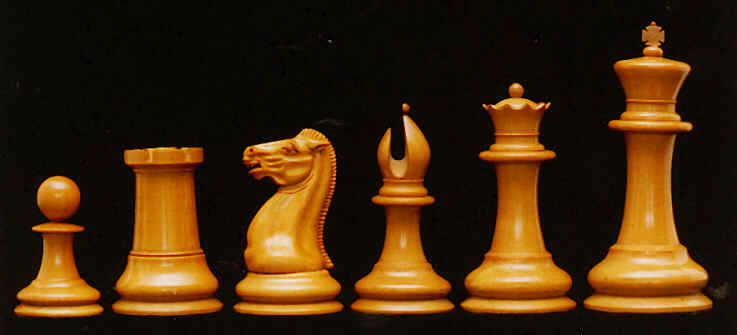
قطعات رسمی مهره‌های شطرنج استانتون، از چپ به راست: پیاده، رخ، اسب، فیل، وزیر و شاه

مهره‌های شطرنج استانتون (انگلیسی: Staunton chess set) یک سبک خاص از مهره‌های شطرنج هستند که برای بازی شطرنج استفاده می‌شوند. بر اساس قوانین شطرنج این سبک از مهره‌ها برای رقابت در مسابقات به کار می‌روند. این مهره‌ها توسط ناتانیل کوک طراحی شده‌اند و به نام شطرنج باز انگلیسی هوارد استانتون نام گذاری شده‌اند. اولین مجموعه مهره‌ها با ۵۰۰ عدد با امضای استانتون آماده شد. این سبک مهره‌ها اولین بار در سال ۱۸۴۹ توسط جاکز آف لندن تولید شدند و به سرعت به استاندارد تبدیل شدند. از آن زمان از این مهره‌ها در سراسر جهان استفاده می‌شود.